# 帝汶樱蛤
帝汶樱蛤（学名：Tellina timorensis）为樱蛤科樱蛤属的一种软体动物。其种加词“timorensis”意为“帝汶的”。分布于菲律宾、印度尼西亚以及中国大陆的广东、海南等地，生活环境为海水，一般栖息于潮间带中以及下区的沙质海底。该物种的模式产地在帝汶岛的帝汶。